# Canadian Mathematical Society

Logo der CMS/SMC

Die Canadian Mathematical Society (CMS) (französisch: Société mathématique du Canada (SMC)) ist die Vereinigung der Mathematiker in Kanada. Die Hauptgeschäftsstelle der CMS ist in Ottawa.
Sie wurde im Juni 1945 als Canadian Mathematical Congress gegründet. Um eine Verwechslung mit den alle vier Jahre stattfindenden mathematischen Kongressen zu vermeiden, wurde über viele Jahre eine Namensänderung erwogen.
1979 fand schließlich die Umbenennung in Canadian Mathematical Society statt.
Das erklärte Ziel der CMS ist die Förderung von Forschung, Lehre und Anwendung der Mathematik. Sie veranstalten zwei jährliche Treffen von je drei Tagen. Teilweise kooperieren sie dabei mit der kanadischen Statistischen Gesellschaft (französisch Societé statistique du Canada, SSC), der kanadischen Variante des SIAM (französische Abkürzung: SCMAI, Société canadiennes des mathématiques appliquées et industrielles), der kanadischen Gesellschaft für Philosophie und Geschichte der Mathematik (französisch: Société canadienne d´histoire et de la philosophie des mathématiques, SCHPM) und der kanadischen Operations Research Gesellschaft (französisch Société canadienne de recherche opérationnelle, SCRO). Sie kooperieren in ihren Kongressen auch mit der American Mathematical Society und seit 2004 auch mit der Société Mathématique de France.
Die wichtigsten Veröffentlichungen der Canadian Mathematical Society sind die mathematischen Zeitschriften
- Canadian Journal of Mathematics (CJM), französisch Journal Canadien des Mathématiques (JCM), seit 1949, hauptsächlich für umfangreichere Artikel
- Canadian Mathematical Bulletin (CMB), französisch Bulletin Canadien des Mathématiques (BCM), seit 1958, für eher kürzere Beiträge

Für außergewöhnliche Beiträge zu ihren beiden Zeitschriften verleiht die Gesellschaft den G. de B. Robinson Award. Die Zeitschrift Crux Mathematicorum (mit Mathematical Mayhem) wendet sich mit der Veröffentlichung von mathematischen Problemen an Schüler und Studenten, das Mitteilungsblatt der CMS sind die Notes. Die CMS unterstützt auch die Royal Society of Canada in der Veröffentlichung ihrer Comptes Rendus. Eine eigene Buchreihe der CMS wird im Springer Verlag veröffentlicht.
Die Gesellschaft arbeitete mit den drei kanadischen Forschungsinstituten für Mathematik zusammen, dem 1969 gegründeten Zentrum für mathematische Forschung (Centre de recherches mathématiques) in Montreal, dem Fields Institute (gegründet 1992) und dem Pacific Institute for Mathematical Sciences (gegründet 1996) in Vancouver. 2003 wurde außerdem das Forschungsinstitut BIRS gegründet (Banff International Research Station for Mathematical Innovation and Discovery), das zum Teil von der US-amerikanischen NSF und zum anderen Teil von der kanadischen CRSNG finanziert wird.
Sie vergeben den Coxeter-James-Preis an Nachwuchswissenschaftler und den Jeffery-Williams-Preis.